# 5S

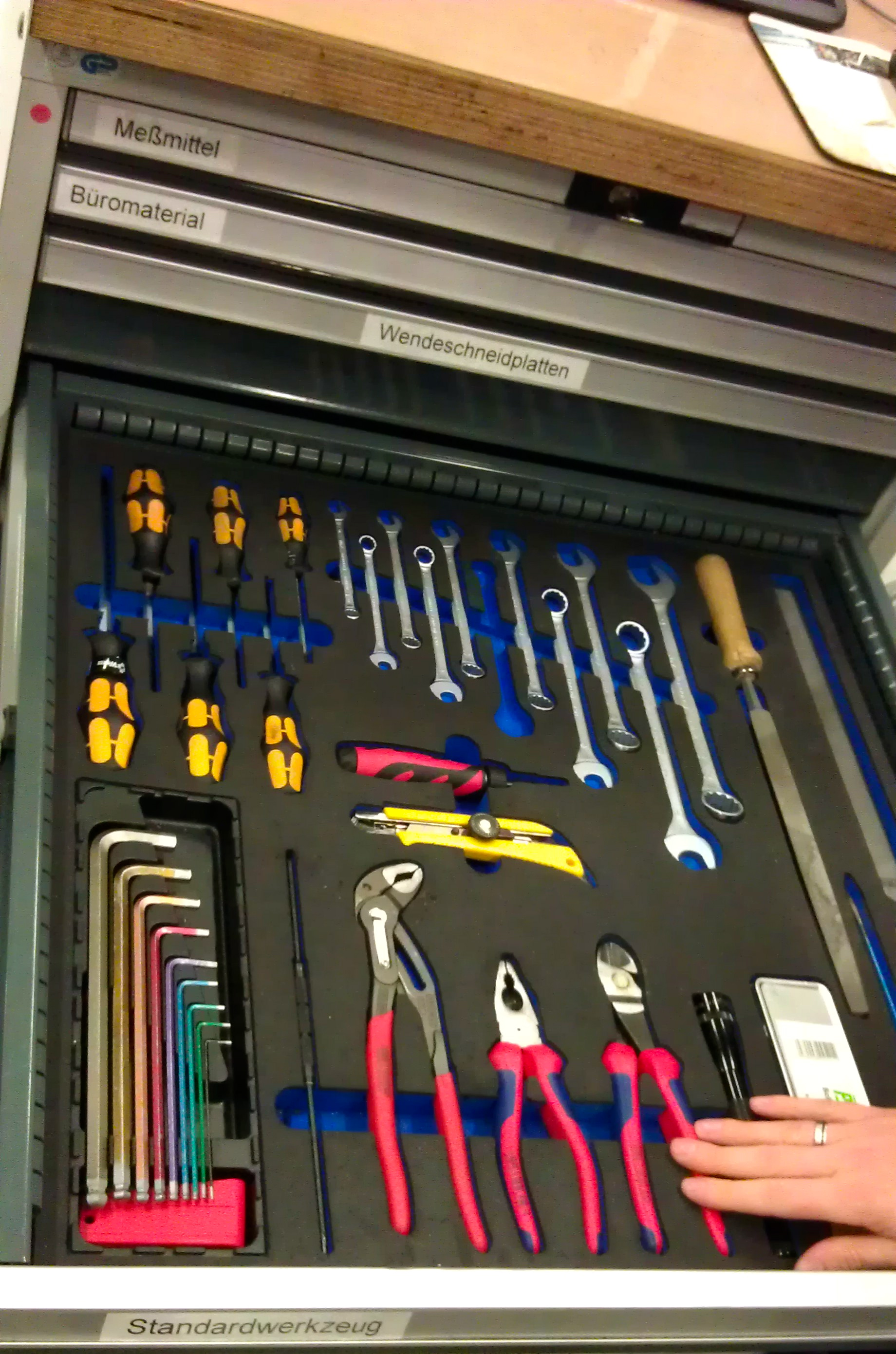
Ferramentas do 5S

5S é uma metodologia/filosofia japonesa de gestão empresarial para implantação da qualidade total, desenvolvido após a Segunda Guerra Mundial, motivando e conscientizando toda a empresa a ter um ambiente de trabalho limpo, organizado, ágil, produtivo e seguro, baseado na aplicação de 5 princípios japoneses: Seiri (Utilização), Seiton (Organização), Seiso (Limpeza), Seiketsu (Padronização), Shitsuke (Disciplina), com consequente melhoria da competitividade organizacional
| Denominação  | Denominação    | Conceito                                | Objetivo particular                              |
| Português    | Japonês        | Conceito                                | Objetivo particular                              |
| ------------ | -------------- | --------------------------------------- | ------------------------------------------------ |
| Utilização   | 整理, Seiri    | Separar o necessário do desnecessário   | Eliminar do espaço de trabalho o que seja inútil |
| Organização  | 整頓, Seiton   | Colocar cada coisa em seu devido lugar  | Organizar o espaço de trabalho de forma eficaz   |
| Limpeza      | 清掃, Seisō    | Limpar e cuidar do ambiente de trabalho | Melhorar o nível de limpeza                      |
| Padronização | 清潔, Seiketsu | Criar normas/"standards"                | Regras a serem seguidas.                         |
| Disciplina   | 躾, Shitsuke   | Todos ajudam                            | Incentivar melhoria contínua                     |

Os propósitos da metodologia são de melhorar a eficiência através da destinação adequada de materiais (separar o que é necessário do desnecessário), organização, limpeza e identificação de materiais e espaços e a manutenção e melhoria do próprio 5S.
Os principais benefícios da metodologia 5S são:
1. Maior produtividade pela redução da perda de tempo procurando por objetos. Só ficam no ambiente os objetos necessários e ao alcance da mão
2. Redução de despesas e melhor aproveitamento de materiais. A acumulação excessiva de materiais estimula a desorganização.
3. Melhoria da qualidade de produtos e serviços
4. Redução de acidentes do trabalho
5. Maior satisfação das pessoas com o trabalho

## Relação com outros conceitos
Em geral, o 5S é usado com outros conceitos tais como SMED (Single Minute Exchange of Die), TPM (Total Productive Maintenance), e JiT (Just in Time). A disciplina dos 5S requer o descarte que faz parte do Seiri-utilização, "descarte" daquilo que não é mais utilizado com o propósito de obter as ferramentas e partes necessárias para a utilização. Isto é um dos princípios fundamentais do SMED, que por sua vez catalisa a produção Just in Time. O primeiro passo no TPM é a limpeza das máquinas, um dos procedimentos do 5S. Masaaki Imai inclui o uso do 5S em seu livro sobre o Kaizen. Todavia estes conceitos supracitados fazem parte da filosofia "lean" (decodificação ocidental do TPS - Toyota Production System) e disseminada no Brasil e no mundo por vários institutos criados a partir de profissionais que trabalharam na Toyota e participaram do desenvolvimento desta cultura que agrega valores como os do 5S, Kaizen, Nemawashi etc. para eliminar os desperdícios dos processos.

## Relação com a segurança
Existem algumas empresas, que incluem mais um "S" de Segurança e passam a chamá-lo de "6S". Porém quando verificamos com mais atenção cada uma dos sensos, podemos observar que o 5S em sí já inclui a segurança das pessoas, máquinas e instalações a medida que praticamos.
- SEIRI: Ensina que devemos ter somente o necessário e na quantidade necessária e sem improvisações.
- SEITON: Tem como principal objetivo ter locais definidos para cada coisa, e sempre que possível os recursos devem estar identificados, para que possa ter um acesso seguro e rápido.
- SEISO: Preza pela limpeza dos ambientes e instalações, e ambientes limpos facilitam a detecção de anormalidades.
- SEIKETSU: Também chamado de senso de higiene, saúde que tem uma ligação direta com a segurança;
- SHITSUKE: Autodisciplina. Este senso não se limita apenas aos 4 primeiros sensos, mas também que as normas de segurança e padrões da empresa devem ser criteriosamente cumpridos.[4]

## Implementação

### 5S no contexto de negócios
A metodologia 5S foi adotada em várias organizações, desde pequenas empresas até as grandes corporações, onde toda a implementação visa a melhorar a produtividade e o desempenho. Peterson, Jim & Smith, Roland dão exemplos de usos do 5S no contexto de negócios. Tais organizações e seus resultados incluem:
Centro de Suporte da Hewlett-Packard
- Melhorou os níveis de qualidade da comunicação e troca de informações
- Redução do ciclo de treinamento para novos empregados
- Redução de reclamações
- Redução do tempo de atendimento por cliente

- Melhoria da produtividade
- Maiores níveis de qualidade da produção
- Maior segurança
- Melhor desempenho